# Пансаван

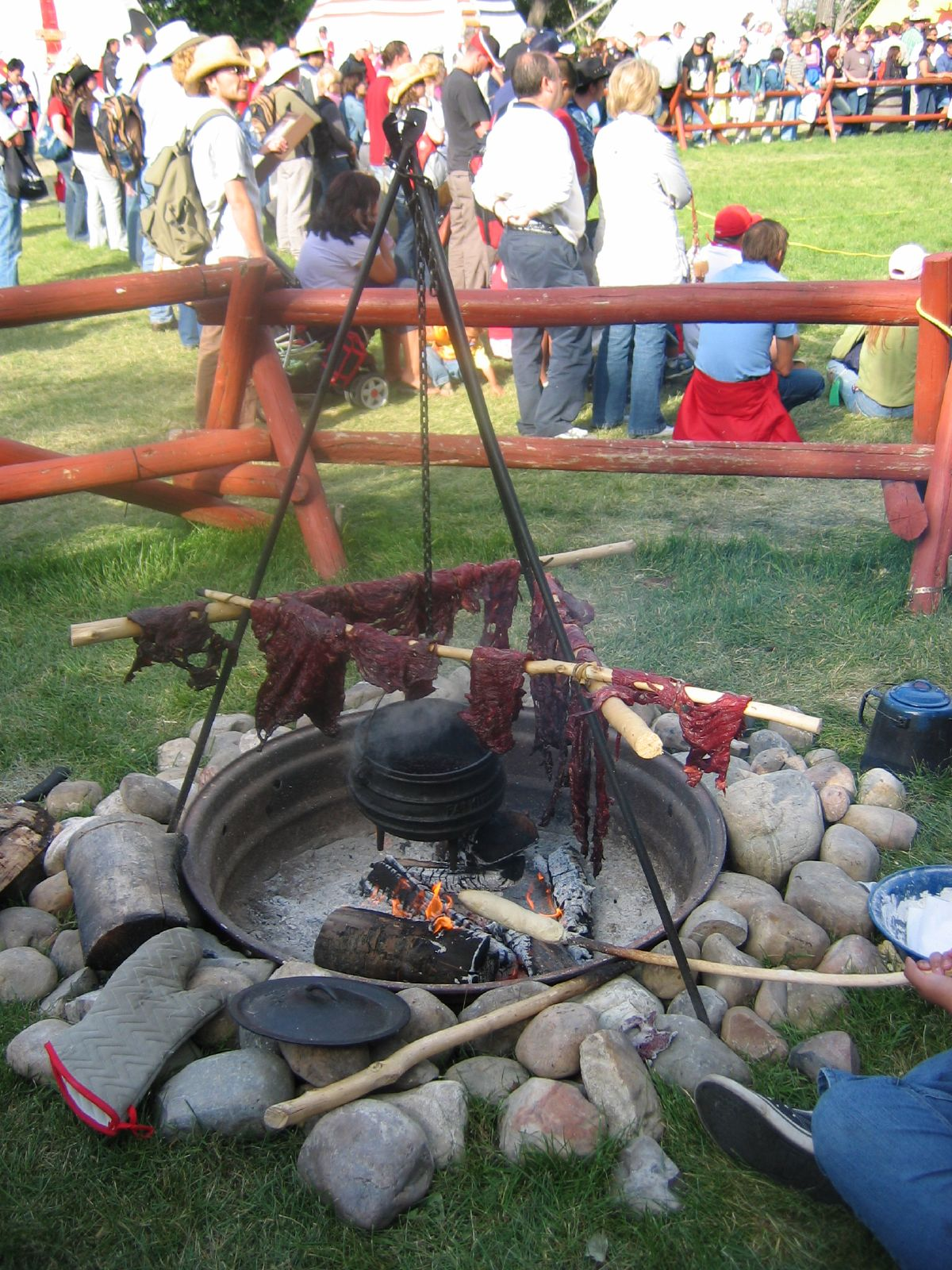
Традиційний спосіб сушіння та копчення пансаван над відкритим вогнем у Калгарі Стампід, щоб продемонструвати його використання для виготовлення пемікана

Пансаван, або сухе м'ясо — це різновид в'яленого копченого м'ясного продукту, який виробляють корінні народи Канади, включаючи крі, дене та метисів. Термін у вільному перекладі з мови крі означає «м'ясо, нарізане тонкими скибочками», для приготування якого використовується м'ясо бізона, вапіті або лося. Його зазвичай виготовляють у корінних громадах, вважають делікатесом, а також має культурне значення.
Завдяки популярності продукту та інтересу до продуктів місцевого населення, продукт продається по всьому світу, і багато канадських продуктових мереж почали продавати продукт на внутрішньому ринку.

## Приготування
Пансаван традиційно виготовляють шляхом попереднього нарізання м'яса паралельно м'язу на тонкі скибочки. Це можна зробити, нарізавши м'ясо на окремі шари, у результаті чого виходить багато менших скибочок, або скрупульозно нарізаючи великий шматок м'яса з одного м'яза таким чином, щоб утворився один довгий розтягнутий «згорток». Шматочки нарізаного м'яса потім кладуть на дерев'яну раму для одночасного сушіння та копчення на невеликому контрольованому вогні. Іноді це робиться всередині критої коптильні. Чимало північноамериканських в'ялених страв були приготовані за допомогою цього або подібного місцевого методу.
Продукт стійкий до зберігання, може зберігатися тривалий час без псування, незважаючи на відсутність доданих сучасних консервантів, і його можна споживати безпосередньо так само, як в'ялену яловичину, або подрібнити для приготування пемікана.